# Gabon
Gabon, oficial Republica Gaboneză, este un stat situat în vestul Africii centrale, ce se învecinează cu Guineea Ecuatorială în nord-vest, Camerun în nord, Republica Congo în est și sud și cu Golful Guineei în vest. Gabon are o suprafață de 267 667 km² și o populație estimată la 2 milioane de locuitori.  Capitala și cel mai mare oraș este Libreville. O fostă colonie franceză, Gabon este stat independent de pe data de 17 august 1960.

## Istorie
Articol principal: Istoria Gabonului
Primii europeni, portughezii, și-au făcut apariția în Gabon la sfârșitul secolului al XV-lea. La venirea acestora, pe teritoriul Gabonului existau mici formații statale sclavagiste. Mai târziu, francezii au început să-i înlăture pe portughezi. Prima colonie franceză a apărut în 1839. În anul 1903, Gabonul a fost transformat în colonie a Franței, în 1910 a intrat în componența Africii Ecuatoriale Franceze, iar în 1946 a devenit „teritoriu de peste mări” în cadrul Uniunii franceze.
În 1958, Gabonul a fost proclamat republică, membră a Comunității franceze, iar la 17 august 1960 a fost proclamat independent. Șeful statului este președintele.

## Geografie
Articol principal: Geografia Gabonului

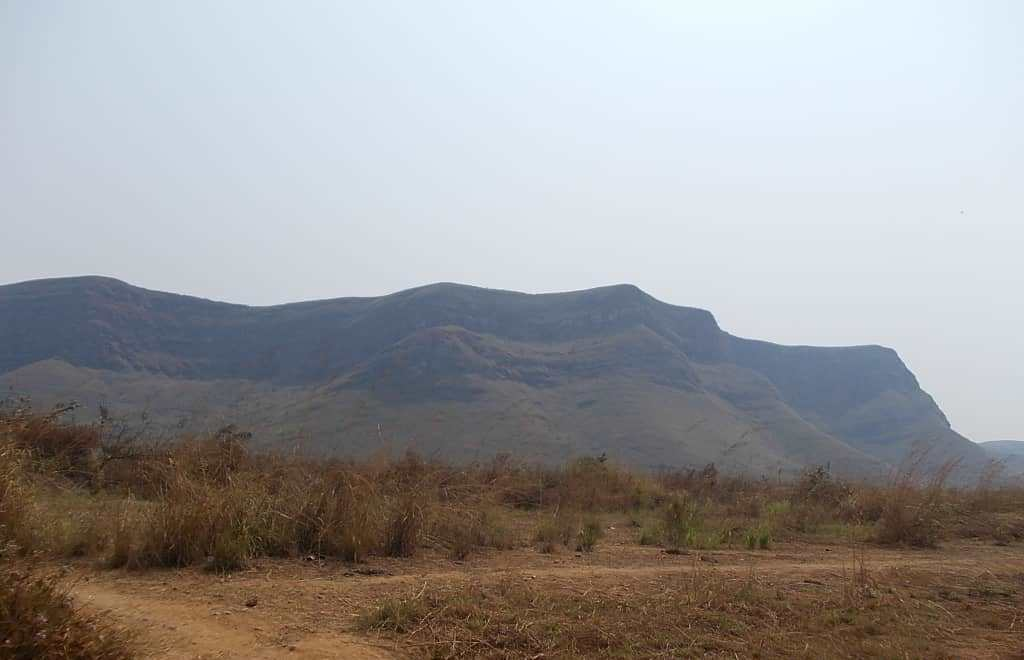
Munții de Cristal

Gabonul are în general relief de podiș vălurit, în unele sectoare mai înalt și mai accidentat (Munții de Cristal). De-a lungul țărmului se întinde o câmpie litorală mlăștinoasă. Pădurile acoperă 4/5 din suprafață, în timp ce în sud există savane.
Clima este ecuatorială.
În Gabon se găsește de asemenea și Parcul național Lopé.

## Politică
Articol principal: Politica Gabonului
Gabon este o republică prezidențială, președintele fiind ales prin vot direct pentru un singur mandat de 7 ani. Parlamentul este bicameral: Adunarea Națională(120 de membri, 111 aleși prin vot direct pentru un mandat de 5 ani, și 9 numiți de președinte) și Senat(91 de membri aleși pentru 6 ani). Premierul este numit de președinte și este responsabil în fața acestuia.

## Împărțirea administrativă
Gabon este împărțit în 9 provincii(cu capitalele în paranteze):1. Estuaire (Libreville)
2. Haut-Ogooué (Franceville)
3. Moyen-Ogooué (Lambaréné)
4. Ngounié (Mouila)
5. Nyanga (Tchibanga)
6. Ogooué-Ivindo (Makokou)
7. Ogooué-Lolo (Koulamotou)
8. Ogooué-Maritime (Port-Gentil)
9. Woleu-Ntem (Oyem)

Articol principal: Provinciile Gabonului

## Economie
Articol principal: Economia Gabonului
Economia statului Gabon se ocupă în principal cu industria extractivă(petrol, mangan, uraniu, minereuri de fier etc.) și valorificarea imensului fond forestier(locul 2 în Africa). Între 1974 și 1986 a avut loc construcția Transgabonezului care face legătura dintre Owendo și Franceville, adică dintre interiorul statului cu țărmul atlantic: 683 km și care a avut un rol important în dezvoltarea economiei. Gabon este pe locul 10 la extracția de petrol în Africa, cu 50% din PIB și cu peste 80% din exporturi. Gabon este pe locul 3 în lume la exportul de mangan. Agricultura antrenează peste 40% din populația activă (7% din PIB). Principalii parteneri comerciali sunt Franța(la import), SUA și Republica Populară Chineză(ambele la export). Cu toate acestea, Gabon rămâne încă o țară săracă, unde 2/3 din locuitori trăiesc sub pragul sărăciei.

## Demografie
Articol principal: Demografia Gabonului
Populația statului Gabon este aproximativ 1.979.786(2016). Natalitatea s-a menținut la valori ridicate, adică 35,9 la mie, iar mortalitatea a fost aproximativ 12,4 la mie, deci sporul natural este unul ridicat: 23,5 la mie. Speranța de viață la naștere este sub 56 ani: pentru femei este 55 ani iar pentru bărbați este 52-53 ani. 7% din populația adultă este bolnavă de SIDA. Populația urbană este 85,7%. Majoritatea populației face parte din grupul negrilor bantu: fang 32%, eshira 12%, njebi 8%, mbede 7%, bateke 5%, omyene 4%.
Principalele religii sunt creștinismul 73%(catolicism 56,6 %, protestantism 17,7%), islamismul 12%, animismul 10%, atei 5%.

## Cultură
Articol principal: Cultura Gabonului

### Patrimoniu mondial UNESCO
Sistemul ecologic Lopé-Okanda a fost înscris în anul 2007 pe lista patrimoniului mondial UNESCO.